# 毛果草属
毛果草属（学名：Lasiocaryum）是紫草科下的一个属，为小草本植物。该属共有约7种，分布于喜马拉雅及帕米尔高原一带。